# Ліпіни-Гурне-Боровіна
Ліпіни-Гурне-Боровіна (пол. Lipiny Górne-Borowina) — колишнє українське село Липини Горішні в Польщі, у гміні Потік-Горішній Білгорайського повіту Люблінського воєводства. Населення — 510 осіб (2011).

## Історія

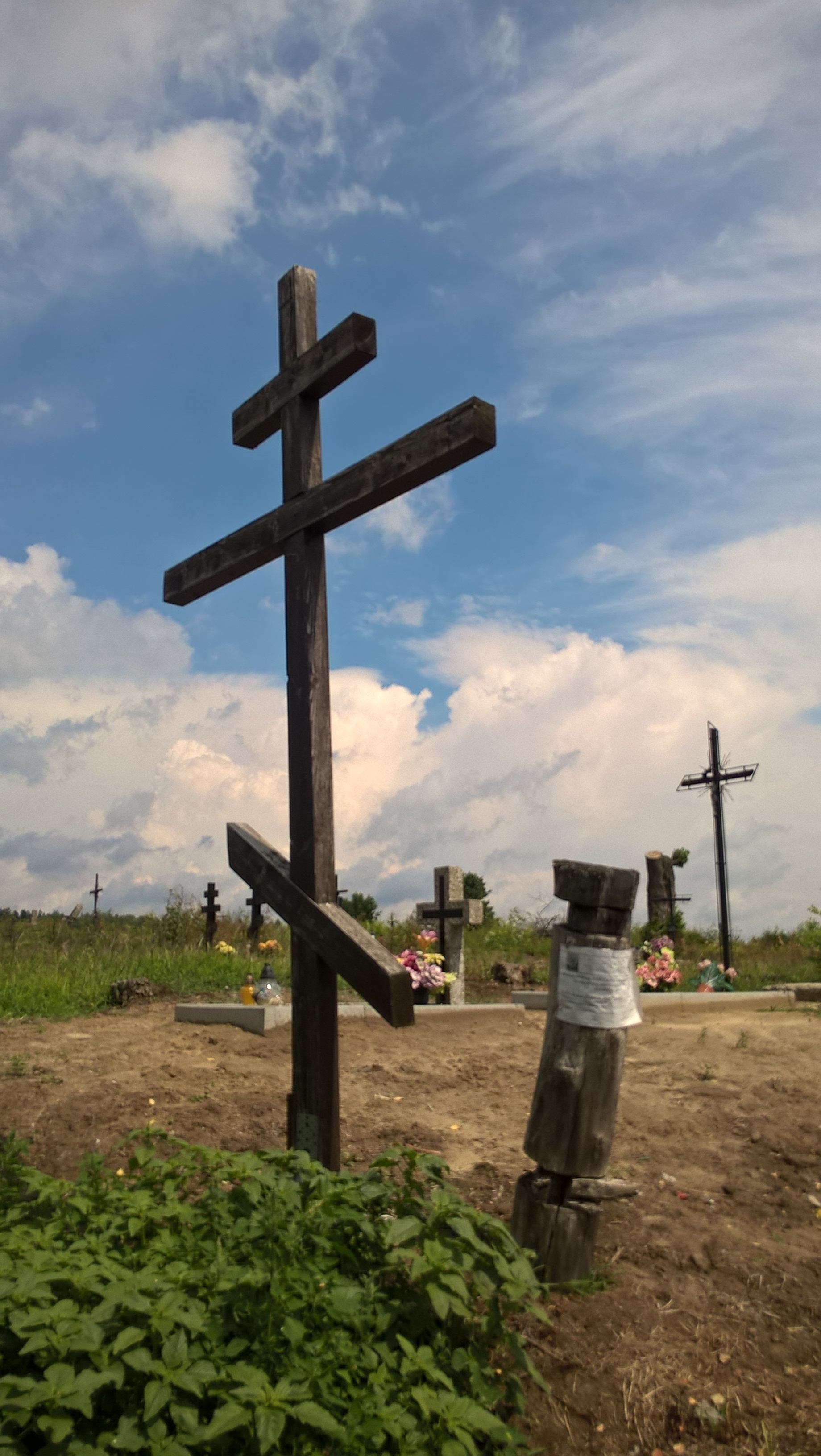
Православний цвинтар

За даними етнографічної експедиції 1869—1870 років під керівництвом Павла Чубинського, у селі переважно проживали римо-католики, меншою мірою — греко-католики, які розмовляли українською мовою.
Звіт УЦК за 10 квітня 1944 р. повідомляє: «В селі Липівці [мова йде про Липини] польські банди мордують українське населення кожного дня по кілька осіб».
У 1975—1998 роках село належало до Замойського воєводства.

## Церква
З 1599 р. відомо про існування в селі церкви. Остання церква була збудована в 1872 р., у 1919 р. захоплена польською владою і перетворена на костел. Через це українці молилися в 1924—1928 рр. у каплиці. В 1936 р. збудували молитовний будинок, який 19 липня 1938 р. був зруйнований польською владою. В часи Генеральної губернії в селі діяла парафія Української православної церкви.

## Населення
Демографічна структура станом на 31 березня 2011 року:
|          | Загалом | Допрацездатний вік | Працездатний вік | Постпрацездатний вік |
| -------- | ------- | ------------------ | ---------------- | -------------------- |
| Чоловіки | 257     | 59                 | 166              | 32                   |
| Жінки    | 253     | 46                 | 144              | 63                   |
| Разом    | 510     | 105                | 310              | 95                   |